# 卡纳维拉尔角空军基地19号发射台
卡纳维拉尔角空军基地19号发射综合体（ LC-19 ）是佛罗里达州卡纳维拉尔角空军基地的一个已停用发射场，被美国国家航空航天局（NASA）用来发射所有双子座计划中的飞船。无人的泰坦1号运载火箭与泰坦2号运载火箭也使用LC-19来发射。
LC-19从1959年到1966年投入使用，期间共发射27次，其中10次是载人飞行任务。1959年8月14日，LC-19进行了第一次发射，火箭发生了爆炸，严重破坏了设施，这花费了几个月的时间进行维修。 1960年2月2日，一枚泰坦1号运载火箭在LC-19首次成功发射升空。在1962年转换为Titan II ICBM计划后，LC-19被指定用于双子座飞行。该计划于1966年12月结束后，LC-19被关闭。

发射塔起竖装置顶部的绝尘舱已部分修复，并在26号发射复合体中的空军航天和导弹博物馆展出。

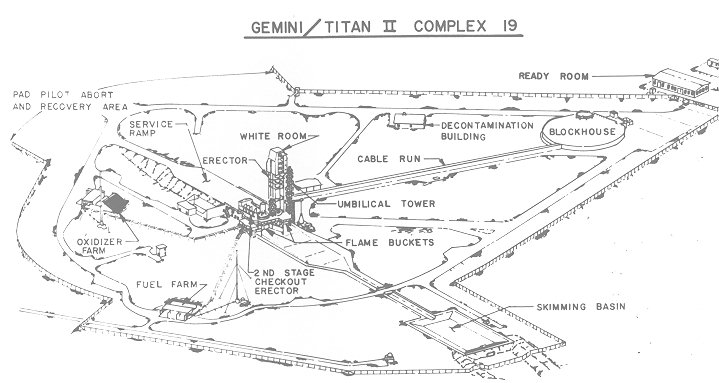
LC-19示意图
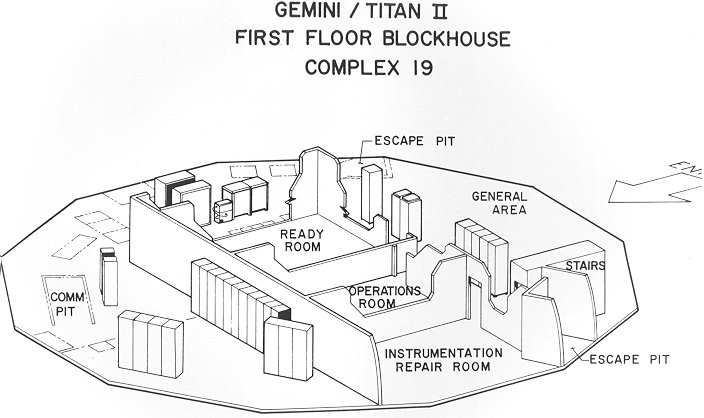
LC-19的掩体示意图
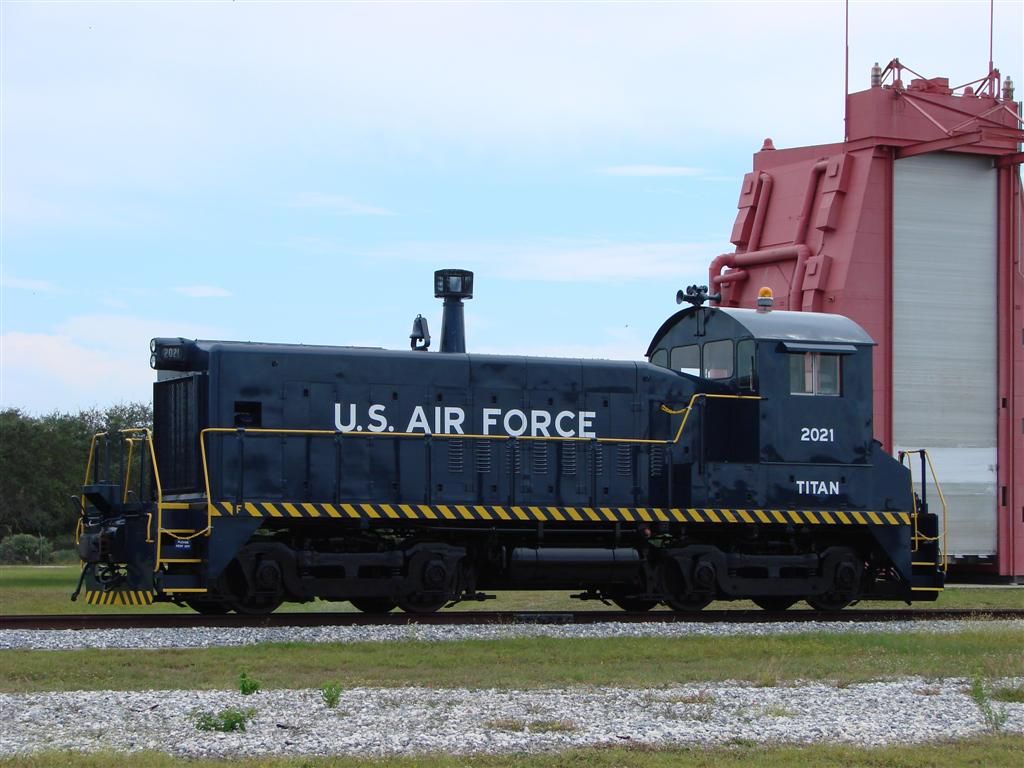
LC-19发射台起竖装置上的绝尘舱位于机车后，在空军太空和导弹博物馆展出。
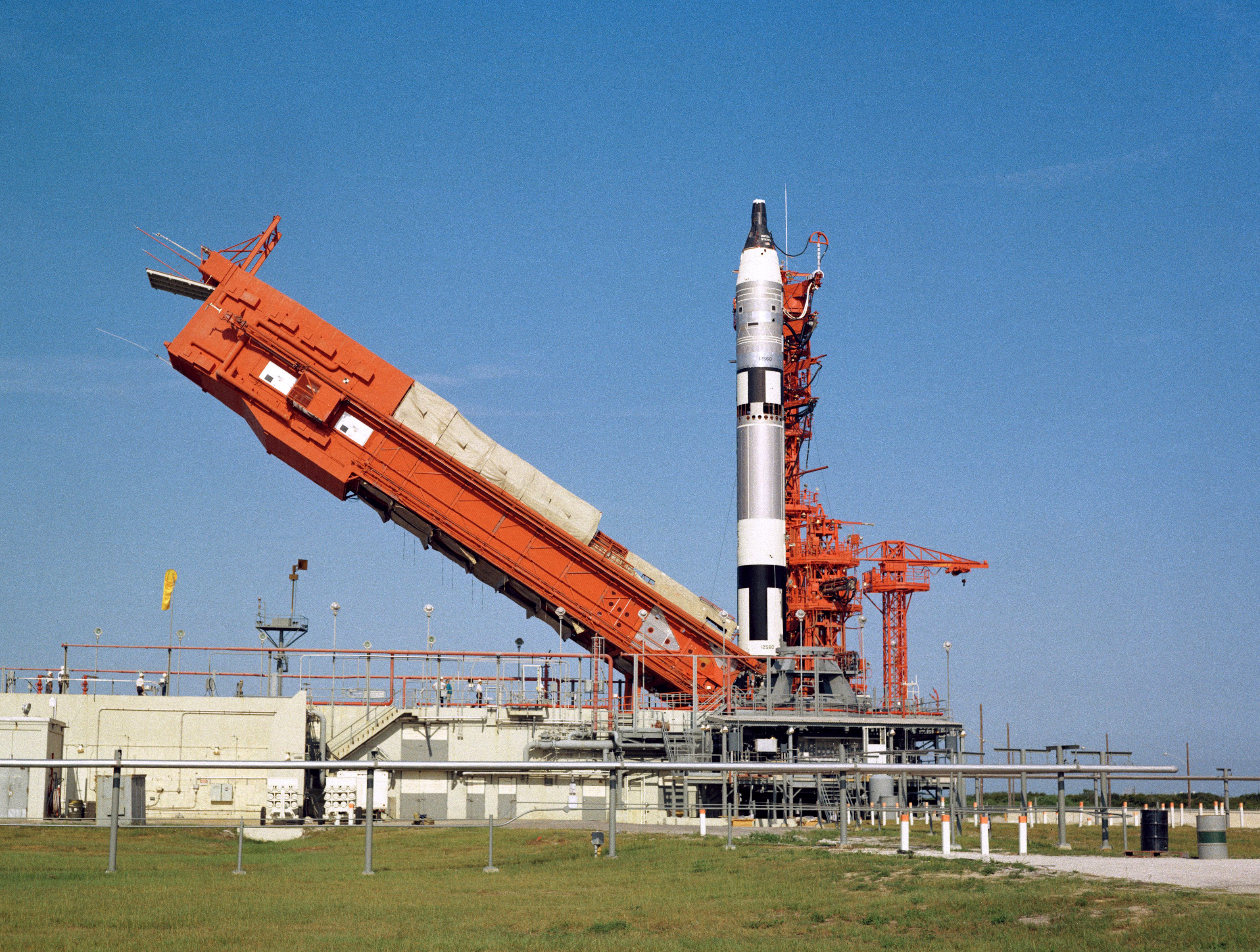
LC-19的起竖装置正在降低中，准备发射双子座5号。

- 双子座计划
  - 双子座1号
  - 双子座2号
  - 双子座3号
  - 双子座4号
  - 双子座5号
  - 双子座7号
  - 双子座6A号
  - 双子座8号
  - 双子座9A号
  - 双子座10号
  - 双子座11号
  - 双子座12号
- 泰坦1号运载火箭
- 泰坦2号运载火箭